# Vertigo Tour
El Vertigo Tour fue la gira de conciertos de la banda irlandesa de rock U2, durante 2005 y 2006 como soporte del álbum de 2004: How to Dismantle an Atomic Bomb.
El tour recaudó US$ 260 millones en 90 conciertos agotados en 2005, convirtiéndolo en la gira con mayores ganancias del año. Solo en Norteamérica se recaudaron US$ 138.9 millones y ganó el "Billboard Roadwork Touring Awards" en 2005 por Mejor Cuarteto, Mejor Espectáculo y Mejor Evento.
Cuando el Vertigo Tour finalizó, se habían vendido 4.619.021 boletos - con todos sus 131 shows agotados - con una recaudación total de US$ 389 millones; la ganancia fue, en ese momento, la segunda más grande en la historia superada solo por A Bigger Bang Tour de The Rolling Stones, pero ahora está colocada en 3.er. lugar debido a que fue desplazada por el Sticky & Sweet Tour de Madonna.[cita requerida]
El tour recorrió Estados Unidos en una primera etapa, Europa en una segunda, Canadá y Estados Unidos en una tercera, y México, Brasil, Chile y Argentina en una cuarta etapa. Se finalizó con los conciertos de Nueva Zelanda, Australia, Japón y Hawái los cuales fueron pospuestos por la banda debido a problemas personales.

## Filmación del concierto
Se filmaron dos noches de la banda en Chicago, Illinois en mayo de 2005 para el DVD en vivo U2 - Vertigo 2005 - Live From Chicago. Durante la etapa europea en estadios del Vertigo Tour en el verano del 2005, se filmaron cuatro conciertos más: dos en Dublín y dos en Milán. Las canciones de los shows de Milán fueron presentadas en el perfil de la banda en 60 Minutes y en U2.Communication. Diez canciones presentadas en el concierto de Milán aparecieron en un DVD bonus especial en el álbum compilatorio de U2 de noviembre de 2006, U218 Singles. El show del 20 de febrero de 2006 en São Paulo, Brasil fue transmitido en vivo por Rede Globo. Además, se filmaron 700 horas de material de siete conciertos en Sudamérica en 3D HD para un lanzamiento en 2007 en Real D Cinema titulado U2 3D. El 18 de noviembre de 2006, también se grabó el concierto de Melbourne en el Telstra Dome.

## Setlist recurrente
1. Vertigo
2. I Will Follow
3. The Electric Co.
4. Elevation
5. New Year's Day
6. Beautiful Day
7. I Still Haven't Found What I'm Looking For
8. City of Blinding Lights
9. Miracle Drug
10. Sometimes You Can't Make It On Your Own
11. Love and Peace or Else
12. Sunday Bloody Sunday
13. Bullet the Blue Sky
14. Miss Sarajevo
15. Pride (In the Name of Love)
16. Where the Streets Have No Name
17. One
18. Zoo Station
19. The Fly
20. With or Without You
21. All Because of You
22. Yahweh
23. 40

### Canciones más tocadas

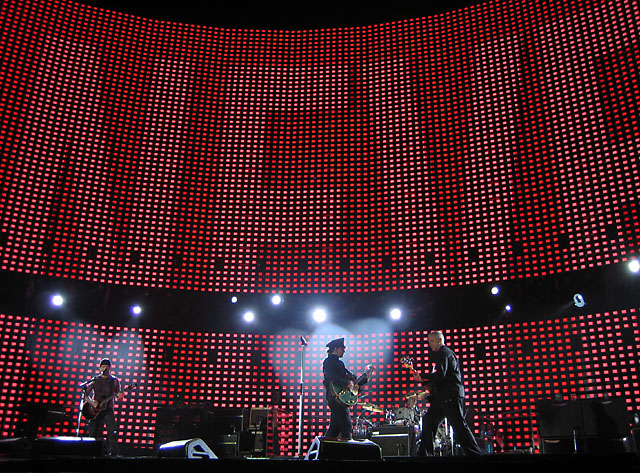
U2 tocando "The Fly" en Bruselas en el King Baudouin Stadium (Etapa europea), el 10 de junio del 2005.

- Vertigo (170 veces, en algunos conciertos se tocó 2 veces)
- Beautiful Day (131 veces)
- Bullet the Blue Sky (131 veces)
- City of Blinding Lights (131 veces)
- Elevation (131 veces)
- One (131 veces)
- Pride (In the Name of Love) (131 veces)
- Sometimes You Can't Make It On Your Own (131 veces)
- Sunday Bloody Sunday (131 veces)
- Where the Streets Have No Name (131 veces)
- Love and Peace or Else (127 veces)
- With or Without You (104 veces)
- All Because Of You (96 veces)
- Yahweh (96 veces)
- Miracle Drug (92 veces)
- I Still Haven't Found What I'm Looking For (91 veces)
- The Fly (89 veces)
- Miss Sarajevo (85 veces)
- The Electric Co. (76 veces)
- Zoo Station (69 veces)

## Etapas de la gira

### Primera Etapa. Norteamérica
La primera etapa de la gira se desarrolló en Estados Unidos y Canadá.
| Fecha               | País           | Ciudad          | Lugar                             |
| 26 de marzo de 2005 | Estados Unidos | Los Ángeles     | Los Angeles Memorial Sports Arena |
| 28 de marzo de 2005 | Estados Unidos | San Diego       | San Diego Sports Arena            |
| 30 de marzo de 2005 | Estados Unidos | San Diego       | San Diego Sports Arena            |
| 1 de abril de 2005  | Estados Unidos | Anaheim         | Anaheim Pond                      |
| 2 de abril de 2005  | Estados Unidos | Anaheim         | Anaheim Pond                      |
| 5 de abril de 2005  | Estados Unidos | Los Ángeles     | Staples Center                    |
| 6 de abril de 2005  | Estados Unidos | Los Ángeles     | Staples Center                    |
| 9 de abril de 2005  | Estados Unidos | San José        | HP Pavilion                       |
| 10 de abril de 2005 | Estados Unidos | San José        | HP Pavilion                       |
| 14 de abril de 2005 | Estados Unidos | Glendale        | Glendale Arena                    |
| 15 de abril de 2005 | Estados Unidos | Glendale        | Glendale Arena                    |
| 20 de abril de 2005 | Estados Unidos | Denver          | Pepsi Center                      |
| 21 de abril de 2005 | Estados Unidos | Denver          | Pepsi Center                      |
| 24 de abril de 2005 | Estados Unidos | Seattle         | Key Arena                         |
| 25 de abril de 2005 | Estados Unidos | Seattle         | Key Arena                         |
| 28 de abril de 2005 | Canadá         | Vancouver       | General Motors Place              |
| 29 de abril de 2005 | Canadá         | Vancouver       | General Motors Place              |
| 7 de mayo de 2005   | Estados Unidos | Chicago         | United Center                     |
| 9 de mayo de 2005   | Estados Unidos | Chicago         | United Center                     |
| 10 de mayo de 2005  | Estados Unidos | Chicago         | United Center                     |
| 12 de mayo de 2005  | Estados Unidos | Chicago         | United Center                     |
| 14 de mayo de 2005  | Estados Unidos | Filadelfia      | Wachovia Center                   |
| 17 de mayo de 2005  | Estados Unidos | East Rutherford | Continental Airlines Arena        |
| 18 de mayo de 2005  | Estados Unidos | East Rutherford | Continental Airlines Arena        |
| 21 de mayo de 2005  | Estados Unidos | Nueva York      | Madison Square Garden             |
| 22 de mayo de 2005  | Estados Unidos | Filadelfia      | Wachovia Center                   |
| 24 de mayo de 2005  | Estados Unidos | Boston          | Fleet Center                      |
| 26 de mayo de 2005  | Estados Unidos | Boston          | Fleet Center                      |
| 28 de mayo de 2005  | Estados Unidos | Boston          | Fleet Center                      |

### Segunda Etapa. Europa
La segunda etapa de la gira se desarrolló en Europa.
| Fecha                        | País            | Ciudad        | Lugar                       |
| 9 de junio de 2005           | Bélgica         | Bruselas      | Estadio Rey Balduino        |
| 10 de junio de 2005          | Bélgica         | Bruselas      | Estadio Rey Balduino        |
| 12 de junio de 2005          | Alemania        | Gelsenkirchen | Veltins-Arena               |
| 14 de junio de 2005          | Inglaterra      | Mánchester    | City of Manchester Stadium  |
| 15 de junio de 2005          | Inglaterra      | Mánchester    | City of Manchester Stadium  |
| 18 de junio de 2005          | Inglaterra      | Twickenham    | Twickenham Stadium          |
| 19 de junio de 2005          | Inglaterra      | Twickenham    | Twickenham Stadium          |
| 21 de junio de 2005          | Escocia         | Glasgow       | Hampden Park                |
| 24 de junio de 2005          | Irlanda         | Dublín        | Croke Park                  |
| 25 de junio de 2005          | Irlanda         | Dublín        | Croke Park                  |
| 27 de junio de 2005          | Irlanda         | Dublín        | Croke Park                  |
| 29 de junio de 2005          | Gales           | Cardiff       | Millenium Stadium           |
| 2 de julio de 2005           | Austria         | Viena         | Ernst Happel Stadion        |
| 4 de julio de 2005 CANCELADO | República Checa | Brno          | Outdoor Exhibition Centre   |
| 5 de julio de 2005           | Polonia         | Chorzów       | Estadio de Silesia          |
| 7 de julio de 2005           | Alemania        | Berlín        | Estadio Olímpico de Berlín  |
| 9 de julio de 2005           | Francia         | París         | Stade de France             |
| 10 de julio de 2005          | Francia         | París         | Stade de France             |
| 13 de julio de 2005          | Países Bajos    | Ámsterdam     | Amsterdam Arena             |
| 15 de julio de 2005          | Países Bajos    | Ámsterdam     | Amsterdam Arena             |
| 16 de julio de 2005          | Países Bajos    | Ámsterdam     | Amsterdam Arena             |
| 18 de julio de 2005          | Suiza           | Zúrich        | Letzigrund                  |
| 20 de julio de 2005          | Italia          | Milán         | Estadio de San Siro         |
| 21 de julio de 2005          | Italia          | Milán         | Estadio de San Siro         |
| 23 de julio de 2005          | Italia          | Roma          | Stadio Olimpico             |
| 27 de julio de 2005          | Noruega         | Oslo          | Valle Hovin Stadion         |
| 29 de julio de 2005          | Suecia          | Gotemburgo    | Ullevi                      |
| 31 de julio de 2005          | Dinamarca       | Copenhague    | Parken Stadion              |
| 3 de agosto de 2005          | Alemania        | Múnich        | Estadio Olímpico de Múnich  |
| 5 de agosto de 2005          | Francia         | Niza          | Parc Charles Ehrmann        |
| 7 de agosto de 2005          | España          | Barcelona     | Camp Nou                    |
| 9 de agosto de 2005          | España          | San Sebastián | Estadio Municipal de Anoeta |
| 11 de agosto de 2005         | España          | Madrid        | Estadio Vicente Calderón    |
| 14 de agosto de 2005         | Portugal        | Lisboa        | Estadio José Alvalade       |

### Tercera Etapa. Norteamérica
La tercera etapa de la gira se desarrolló en Estados Unidos y Canadá.
| Fecha                    | País           | Ciudad           | Lugar                      |
| 12 de septiembre de 2005 | Canadá         | Toronto          | Air Canada Centre          |
| 14 de septiembre de 2005 | Canadá         | Toronto          | Air Canada Centre          |
| 16 de septiembre de 2005 | Canadá         | Toronto          | Air Canada Centre          |
| 17 de septiembre de 2005 | Canadá         | Toronto          | Air Canada Centre          |
| 20 de septiembre de 2005 | Estados Unidos | Chicago          | United Center              |
| 21 de septiembre de 2005 | Estados Unidos | Chicago          | United Center              |
| 23 de septiembre de 2005 | Estados Unidos | Mineápolis       | Target Center              |
| 25 de septiembre de 2005 | Estados Unidos | Milwaukee        | Bradley Center             |
| 3 de octubre de 2005     | Estados Unidos | Boston           | Fleet Center               |
| 4 de octubre de 2005     | Estados Unidos | Boston           | Fleet Center               |
| 7 de octubre de 2005     | Estados Unidos | Nueva York       | Madison Square Garden      |
| 8 de octubre de 2005     | Estados Unidos | Nueva York       | Madison Square Garden      |
| 10 de octubre de 2005    | Estados Unidos | Nueva York       | Madison Square Garden      |
| 11 de octubre de 2005    | Estados Unidos | Nueva York       | Madison Square Garden      |
| 14 de octubre de 2005    | Estados Unidos | Nueva York       | Madison Square Garden      |
| 16 de octubre de 2005    | Estados Unidos | Filadelfia       | Wachovia Center            |
| 17 de octubre de 2005    | Estados Unidos | Filadelfia       | Wachovia Center            |
| 19 de octubre de 2005    | Estados Unidos | Washington D. C. | MCI Center                 |
| 20 de octubre de 2005    | Estados Unidos | Washington D. C. | MCI Center                 |
| 22 de octubre de 2005    | Estados Unidos | Pittsburgh       | Mellon Arena               |
| 24 de octubre de 2005    | Estados Unidos | Auburn Hills     | The Palace of Auburn Hills |
| 25 de octubre de 2005    | Estados Unidos | Auburn Hills     | The Palace of Auburn Hills |
| 28 de octubre de 2005    | Estados Unidos | Houston          | Toyota Center              |
| 29 de octubre de 2005    | Estados Unidos | Dallas           | American Airlines Center   |
| 1 de noviembre de 2005   | Estados Unidos | Los Ángeles      | Staples Center             |
| 2 de noviembre de 2005   | Estados Unidos | Los Ángeles      | Staples Center             |
| 4 de noviembre de 2005   | Estados Unidos | Las Vegas        | MGM Grand Arena            |
| 5 de noviembre de 2005   | Estados Unidos | Las Vegas        | MGM Grand Arena            |
| 8 de noviembre de 2005   | Estados Unidos | Oakland          | Oakland Arena              |
| 9 de noviembre de 2005   | Estados Unidos | Oakland          | Oakland Arena              |
| 13 de noviembre de 2005  | Estados Unidos | Miami            | AmericanAirlines Arena     |
| 14 de noviembre de 2005  | Estados Unidos | Miami            | AmericanAirlines Arena     |
| 16 de noviembre de 2005  | Estados Unidos | Tampa            | St. Pete Times Forum       |
| 18 de noviembre de 2005  | Estados Unidos | Atlanta          | Philips Arena              |
| 19 de noviembre de 2005  | Estados Unidos | Atlanta          | Philips Arena              |
| 21 de noviembre de 2005  | Estados Unidos | Nueva York       | Madison Square Garden      |
| 22 de noviembre de 2005  | Estados Unidos | Nueva York       | Madison Square Garden      |
| 25 de noviembre de 2005  | Canadá         | Ottawa           | Corel Centre               |
| 26 de noviembre de 2005  | Canadá         | Montreal         | Bell Centre                |
| 28 de noviembre de 2005  | Canadá         | Montreal         | Bell Centre                |
| 4 de diciembre de 2005   | Estados Unidos | Boston           | Fleet Center               |
| 5 de diciembre de 2005   | Estados Unidos | Boston           | Fleet Center               |
| 7 de diciembre de 2005   | Estados Unidos | Hartford         | Civic Center               |
| 9 de diciembre de 2005   | Estados Unidos | Buffalo          | HSBC Arena                 |
| 10 de diciembre de 2005  | Estados Unidos | Cleveland        | Quicken Loans Arena        |
| 12 de diciembre de 2005  | Estados Unidos | Charlotte        | New Charlotte Arena        |
| 14 de diciembre de 2005  | Estados Unidos | St. Louis        | Savvis Center              |
| 15 de diciembre de 2005  | Estados Unidos | Omaha            | Qwest Center Omaha         |
| 17 de diciembre de 2005  | Estados Unidos | Salt Lake City   | Delta Center               |
| 19 de diciembre de 2005  | Estados Unidos | Portland         | Rose Garden                |

### Cuarta Etapa. Latinoamérica
La cuarta etapa de la gira se desarrolló en Latinoamérica.
| Fecha                 | País      | Ciudad            | Lugar                  |
| 12 de febrero de 2006 | México    | Monterrey         | Estadio Tecnológico    |
| 15 de febrero de 2006 | México    | México D.F.       | Estadio Azteca         |
| 16 de febrero de 2006 | México    | México D.F.       | Estadio Azteca         |
| 20 de febrero de 2006 | Brasil    | São Paulo         | Estadio Morumbi        |
| 21 de febrero de 2006 | Brasil    | São Paulo         | Estadio Morumbi        |
| 26 de febrero de 2006 | Chile     | Santiago de Chile | Estadio Nacional       |
| 1 de marzo de 2006    | Argentina | Buenos Aires      | Estadio de River Plate |
| 2 de marzo de 2006    | Argentina | Buenos Aires      | Estadio de River Plate |

### Quinta Etapa. Oceanía, Japón y Hawái
La quinta etapa de la gira se desarrolló en Oceanía, Japón y Hawái.
| Fecha                   | País           | Ciudad    | Lugar                                  |
| 7 de noviembre de 2006  | Australia      | Brisbane  | Queensland Sports and Athletics Centre |
| 10 de noviembre de 2006 | Australia      | Sídney    | Telstra Stadium                        |
| 11 de noviembre de 2006 | Australia      | Sídney    | Telstra Stadium                        |
| 13 de noviembre de 2006 | Australia      | Sídney    | Telstra Stadium                        |
| 16 de noviembre de 2006 | Australia      | Adelaida  | Estadio AAMI                           |
| 18 de noviembre de 2006 | Australia      | Melbourne | Telstra Dome                           |
| 19 de noviembre de 2006 | Australia      | Melbourne | Telstra Dome                           |
| 24 de noviembre de 2006 | Nueva Zelanda  | Auckland  | Mount Smart Stadium                    |
| 25 de noviembre de 2006 | Nueva Zelanda  | Auckland  | Mount Smart Stadium                    |
| 29 de noviembre de 2006 | Japón          | Tokio     | Saitama Super Arena                    |
| 30 de noviembre de 2006 | Japón          | Tokio     | Saitama Super Arena                    |
| 4 de diciembre de 2006  | Japón          | Tokio     | Saitama Super Arena                    |
| 9 de diciembre de 2006  | Estados Unidos | Honolulu  | Aloha Stadium                          |

## Enlaces externos

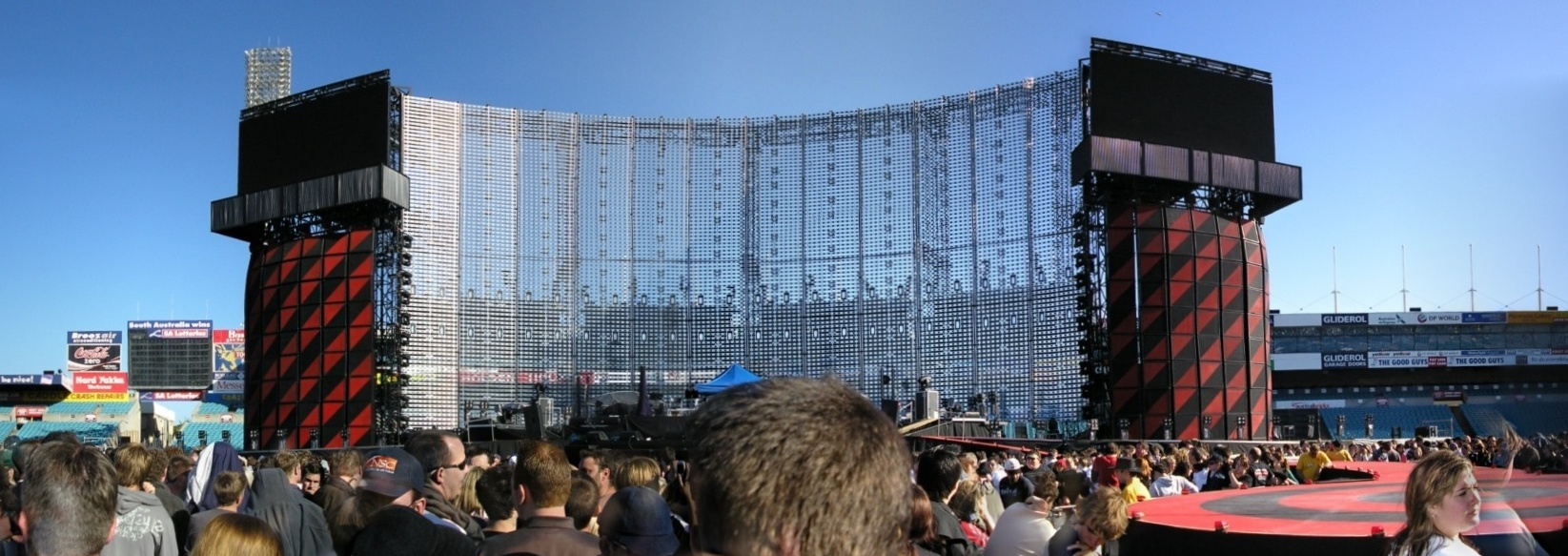
Panorámica del escenario del Vertigo Tour en Adelaida, Australia.